# Elezioni parlamentari a Cuba del 1976
Le elezioni parlamentari a Cuba del 1976 si tennero il 2 novembre, e furono le prime dalla Rivoluzione Cubana.
Tra il dicembre 1975 e il novembre 1976, furono eletti i membri delle 169 assemblee municipali, che a turno elessero i 489 deputati dell'Assemblea nazionale del potere popolare. I candidati dovevano essere membri del Partito Comunista di Cuba o di altre organizzazioni di massa. Dei deputati, il 30% era composto da impiegati nell'industria o nei servizi (inclusa l'istruzione), il 29% da ufficiali di governo ed il 12% da servitori civili. I membri delle assemblee municipali elessero anche i membri delle quattordici assemblee provinciali.
Alle elezioni municipali parteciparono circa 30 000 candidati, e i votanti furono oltre cinque milioni.